# Finale wir kommen
Finale wir kommen ist ein Mannschaftssong für die deutsche Fußballnationalmannschaft bei der Europameisterschaft 2012, welcher von den Rappern Kay One und Shindy geschrieben wurde. Als Single wurde das Lied am 25. Juni 2012 veröffentlicht. Als Gastmusiker tritt der deutsche Rapper Shindy auf. Deutschland scheiterte im Halbfinale.

## Entstehung
Nachdem der deutsche Rapper Kay One sein ehemaliges Label ersguterjunge verlassen hatte, kündigte er über Facebook an, den Mannschaftssong der deutschen Nationalmannschaft aufzunehmen. Als Feature-Gast ist Shindy auch im Video zu sehen. Kay One erwähnte ebenfalls, dass er den Song, ebenfalls wie bei „Fackeln im Wind“, für einen Spieler aus der deutschen Nationalmannschaft schrieb. Der Spieler wurde jedoch nie erwähnt.

## Musikvideo
Premiere hatte das Musikvideo am 1. Juni 2012 auf Youtube. Insgesamt wurde es über vier Millionen Mal angeschaut.
Im Musikvideo sieht man Kay One auf einer Fußballparty biertrinkender deutscher Fans sowie in Sportwagen, die deutsche Fahne schwenkend. Außerdem ist eine Fußballszene mit Oliver Bierhoff zu sehen. Zwischendurch werden Fans der deutschen Nationalmannschaft auf der Berliner Fanmeile gezeigt.

## Charts und Chartplatzierungen
In den deutschen Singlecharts debütierte das Lied auf der Position 29. Insgesamt hielt sich der Titel drei Wochen in den deutschen Singlecharts.
| ChartsChartplatzierungen | Höchstplatzierung | Wochen |
| ------------------------ | ----------------- | ------ |
| Deutschland (GfK)        | 29 (3 Wo.)        | 3      |